# Microtegeus globifer
Microtegeus globifer är en kvalsterart som beskrevs av Sandór Mahunka 1985. Microtegeus globifer ingår i släktet Microtegeus och familjen Microtegeidae. Inga underarter finns listade i Catalogue of Life.